# استفان استامبولوف
استفان استامبولوف (بلغاری: Стефан Николов Стамболов؛ ۳۱ ژانویه ۱۸۵۴ – ۱۸ ژوئیهٔ ۱۸۹۵) یک سیاست‌مدار و روزنامه‌نگار اهل بلغارستان بود.
استفان استامبولوف یکی از مهم‌ترین و محبوب‌ترین بنیانگذاران بلغارستان مدرن به‌شمار می‌رود. او سیاستمدار و روزنامه‌نگاری کارکشته بود که نقش مهمی در شکل‌گیری و تثبیت دولت بلغارستان پس از استقلال از امپراتوری عثمانی ایفا کرد.

## مهم‌ترین فعالیت‌های استامبولوف
- شرکت در قیام‌ها: استامبولوف در سال‌های ۱۸۷۵ و ۱۸۷۶ در آماده‌سازی قیام استارا زاگورا و همچنین قیام ماه آوریل نقش فعالی داشت. این قیام‌ها گام‌های مهمی در جهت استقلال بلغارستان بودند.
- نخست‌وزیری بلغارستان: پس از استانکو تودوروف و تودور ژیوکوف، استامبولوف یکی از نخست‌وزیران بلندمرتبه کشور بود. او از سال ۱۸۸۷ تا ۱۸۹۴ این سمت را برعهده داشت.
- سیاست‌های داخلی: در دوران نخست‌وزیری استامبولوف، اقدامات مهمی برای تقویت دولت مرکزی، اصلاحات اداری و توسعه اقتصادی بلغارستان انجام شد. او همچنین به دنبال ایجاد یک ارتش قوی و مستقل برای بلغارستان بود.
- سیاست‌های خارجی: استامبولوف سیاست خارجی مستقلی را برای بلغارستان دنبال می‌کرد و به دنبال ایجاد روابط متعادل با قدرت‌های بزرگ اروپایی بود. او تلاش می‌کرد تا بلغارستان را از نفوذ روسیه خارج کند و روابط قوی‌تری با اتریش-مجارستان و آلمان برقرار کند.
- تلاش برای ایجاد ثبات: استامبولوف با مخالفت‌های داخلی و خارجی زیادی روبرو بود. او به دلیل سیاست‌های سخت‌گیرانه و سرکوب مخالفان، محبوبیت خود را از دست داد و در نهایت در سال ۱۸۹۵ ترور شد.

استفان استامبولوف با وجود عمر کوتاه سیاسی، تأثیر بسیار مهمی بر تاریخ بلغارستان گذاشت. او به عنوان یکی از سازندگان بلغارستان مدرن شناخته می‌شود و بسیاری از اصلاحات و دستاوردهای او تا مدت‌ها پس از مرگش بر این کشور تأثیرگذار بود.